# Pic de Bure
Pour les articles homonymes, voir Bure.
Le pic de Bure est le troisième plus haut sommet du massif du Dévoluy dans les Alpes françaises, sur le département des Hautes-Alpes.

## Caractéristiques
Culminant à 2 709 m, sa forme très caractéristique avec un plateau sommital à l'ouest et un pilier vertical haut de 600 m à l'est domine la station de sports d'hiver de SuperDévoluy.
En été, il est accessible à pied, après environ 4 heures de randonnée (en partant du hameau des Sauvas, 1 343 m), par le GR 94B (pour diminuer la longueur de la randonnée, on peut partir de Superdévoluy et même, tous les mercredis, prendre depuis la station le télésiège du Jas qui emmène directement à 1 900 m).
En hiver, on peut l'atteindre en ski de randonnée, ou par le plateau depuis le haut des pistes de ski alpin.

## Géologie
Comme l'ensemble du massif, le pic de Bure est de roche calcaire, typique des Préalpes.

## Histoire

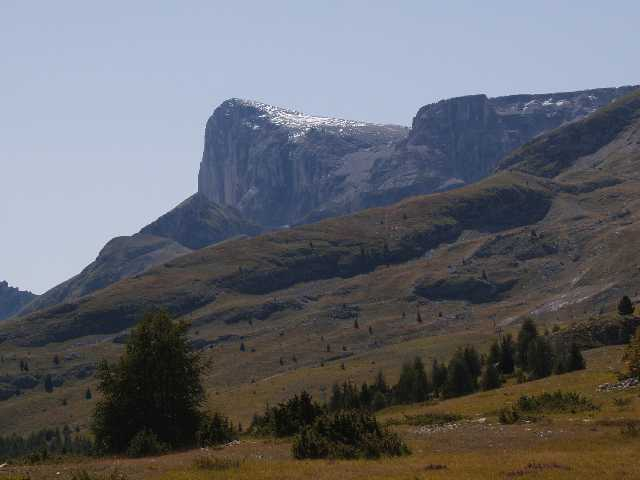
Le pic de Bure en été

Le premier itinéraire d'ascension sur la paroi nord est tracé en 1943 par Raymond Leininger et L. Malipier. La première ascension du pilier oriental revient à René Desmaison accompagné d'André Bertrand et d'Yves Pollet-Villard, en trois jours, en septembre 1961. Présentée à l'époque comme « l'escalade la plus difficile des massifs calcaires des Alpes françaises » et cotée TD+ (comme Très Difficile supérieur), elle reste aujourd'hui une entreprise sérieuse et emblématique du massif. La première hivernale de ce pilier oriental est réalisée en 1973 par Pierre Béghin, R. Reymond, Olivier Challéat et Larriat.
En 2000, le 4e régiment de chasseurs de Gap a procédé à l’érection d’une croix monumentale au sommet du pic de Bure. Cette croix est aujourd'hui à terre. Quelques années auparavant l'association des officiers et sous-officiers de réserve des Hautes-Alpes, avec le concours de l'Institut de radioastronomie millimétrique (IRAM), avait installé une table d'orientation sur la plate-forme du sommet.

## Plateau
En aval du sommet, un plateau assez vaste, le plateau de Bure, abrite un observatoire astronomique, l'interféromètre de l'IRAM.
Son accès fut, en 1999, le théâtre de deux catastrophes, avec, le 1er juillet, un accident du téléphérique d'accès à l'observatoire qui fait vingt morts (parmi ceux-ci des astronomes et techniciens de l'observatoire), puis d'un accident d'hélicoptère qui fait cinq morts le 15 décembre suivant, lors d'une expertise. Le procès de l'accident du téléphérique se déroula à l'automne 2003, au tribunal de grande instance de Gap.